# Barragem do Caia
A Barragem do Caia tem a maior albufeira do distrito de Portalegre, estendendo-se ao longo dos concelhos de Arronches, Campo Maior e Elvas.   
A bacia da barragem situa-se metade dentro do concelho de Elvas (parte de betão) e outra metade no concelho de Campo Maior (parte de aterro).  
É uma barragem mista, sendo de betão na parte mais profunda do vale e de aterro na margem esquerda do rio.
A Barragem do Caia foi construída para abastecer a população dos concelhos de Elvas e Campo Maior, e a partir de 2007, começou também a abastecer a população dos concelhos de Arronches e Monforte.
A gestão da Barragem do Caia é da responsabilidade da Associação de Beneficiários do Caia com sede na Avenida do Dia de Portugal em Elvas.